# Тавричеський район
Тавричеський район (рос. Таврический район) — муніципальне утворення у Омській області.

## Адміністративний устрій
- Тавричеське міське поселення
- Карповське сільське поселення
- Ленінське сільське поселення(інші мови)
- Луговське сільське поселення
- Любомировське сільське поселення
- Неверовське сільське поселення
- Новоуральське сільське поселення
- Приіртишське сільське поселення
- Пристанське сільське поселення
- Сосновське сільське поселення(інші мови)
- Харламовське сільське поселення